# Csongol
A csongol (hangul:  전골, RR: jeongol) egyfajta koreai ragu, melyet lassú tűzön főznek, a ccsigével (jjigae-vel) ellentétben, amit gyorsan felfőznek. A csongol (jeongol) gazdag ragu, többféle fő összetevővel, míg a ccsige (jjigae) általában egy fő összetevőből áll, amiről a nevét is kapja. A csongol (jeongol) régen a nemesség és a királyi udvar menüjébe tartozott, az egyszerű ccsigéket (jjigae-ket) a köznép fogyasztotta. Külön főzőedény is van hozzá, a csongolthul (jeongolteul) (전골틀).

## Változatok
- sinszollo (sinseollo) (신선로): a királyi udvarban felszolgált csongol megnevezése[4]
- hemul csongol (haemul jeongol) (해물전골): tenger gyümölcseivel[4]
- nakcsi csongol (nakji jeongol) (낙지전골): polipból[4]
- szogogi csongol (sogogi jeongol) (소고기전골): marhahúsból[4]
- mandu csongol ( mandu jeongol) (만두전골): manduval[5][6][7]
- tubu csongol (dubu jeongol) (두부전골): tofuval[4]
- poszot csongol (beoseot jeongol) (버섯전골): gombával[4]
- kopcshang csongol (gopchang jeongol) (곱창전골): marhabelsőségből[4]